# Juan Diego Rojas
Juan Diego Rojas Caicedo (n. San Lorenzo, Ecuador; 23 de diciembre de 1992) es un futbolista ecuatoriano. Juega de delantero y su equipo actual es Manta Fútbol Club de la Serie B de Ecuador.

## Trayectoria

### El Nacional
Juan Diego Rojas inició su carrera como futbolista en las divisiones menores de El Nacional desde el año 2007.

### Gualaceo
A mediados del 2010 juega con el Gualaceo Sporting Club.

### Independiente del Valle
Para temporada 2011 es cedido al Independiente del Valle

### Deportivo Quito
En el 2015 pasa a Deportivo Quito donde logra debutar de la mano de Tabaré Silva, teniendo buenas actuaciones por su velocidad y habilidad con el balón.

### River Ecuador
Para la temporada 2016 ficha por River Ecuador.

### Delfín
Para la temporada 2018 ficha por Delfín Sporting Club.

## Estadísticas

### Clubes
Actualizado al último partido disputado el 24 de octubre de 2024.
| Club                              | Div.          | Temporada     | Liga  | Liga  | Copas nacionales | Copas nacionales | Copas internacionales | Copas internacionales | Total | Total |
| Club                              | Div.          | Temporada     | Part. | Goles | Part.            | Goles            | Part.                 | Goles                 | Part. | Goles |
| --------------------------------- | ------------- | ------------- | ----- | ----- | ---------------- | ---------------- | --------------------- | --------------------- | ----- | ----- |
| El Nacional · Ecuador             | 1.ª           | 2010          | 0     | 0     | Inexistentes     | Inexistentes     | Inexistentes          | Inexistentes          | 0     | 0     |
| El Nacional · Ecuador             | Total club    | Total club    | 0     | 0     | 0                | 0                | 0                     | 0                     | 0     | 0     |
| Gualaceo S. C. · Ecuador          | 3.ª           | 2010          | 19    | 4     | Inexistentes     | Inexistentes     | Inexistentes          | Inexistentes          | 19    | 4     |
| Gualaceo S. C. · Ecuador          | Total club    | Total club    | 19    | 4     | 0                | 0                | 0                     | 0                     | 19    | 4     |
| Norte América · Ecuador           | 3.ª           | 2011          | 9     | 3     | Inexistentes     | Inexistentes     | Inexistentes          | Inexistentes          | 9     | 3     |
| Norte América · Ecuador           | Total club    | Total club    | 9     | 3     | 0                | 0                | 0                     | 0                     | 9     | 3     |
| Independiente del Valle · Ecuador | 1.ª           | 2011          | 0     | 0     | Inexistentes     | Inexistentes     | Inexistentes          | Inexistentes          | 0     | 0     |
| Independiente del Valle · Ecuador | 1.ª           | 2012          | 0     | 0     | Inexistentes     | Inexistentes     | Inexistentes          | Inexistentes          | 0     | 0     |
| Independiente del Valle · Ecuador | 1.ª           | 2013          | 1     | 0     | Inexistentes     | Inexistentes     | Inexistentes          | Inexistentes          | 1     | 0     |
| Independiente del Valle · Ecuador | 1.ª           | 2014          | 0     | 0     | Inexistentes     | Inexistentes     | —                     | —                     | 0     | 0     |
| Independiente del Valle · Ecuador | Total club    | Total club    | 1     | 0     | 0                | 0                | 0                     | 0                     | 1     | 0     |
| Deportivo Quito · Ecuador         | 1.ª           | 2015          | 39    | 10    | Inexistentes     | Inexistentes     | Inexistentes          | Inexistentes          | 39    | 10    |
| Deportivo Quito · Ecuador         | Total club    | Total club    | 39    | 10    | 0                | 0                | 0                     | 0                     | 39    | 10    |
| River Ecuador · Ecuador           | 1.ª           | 2016          | 39    | 7     | Inexistentes     | Inexistentes     | Inexistentes          | Inexistentes          | 39    | 7     |
| River Ecuador · Ecuador           | 1.ª           | 2017          | 31    | 2     | Inexistentes     | Inexistentes     | Inexistentes          | Inexistentes          | 31    | 2     |
| River Ecuador · Ecuador           | Total club    | Total club    | 70    | 9     | 0                | 0                | 0                     | 0                     | 70    | 9     |
| Deportivo Cuenca · Ecuador        | 1.ª           | 2018          | 42    | 9     | Inexistentes     | Inexistentes     | 6                     | 2                     | 48    | 11    |
| Deportivo Cuenca · Ecuador        | Total club    | Total club    | 42    | 9     | 0                | 0                | 6                     | 2                     | 48    | 11    |
| Delfín S. C. · Ecuador            | 1.ª           | 2019          | 28    | 2     | 9                | 0                | 4                     | 0                     | 41    | 2     |
| Delfín S. C. · Ecuador            | 1.ª           | 2020          | 23    | 1     | 1                | 0                | 6                     | 1                     | 30    | 2     |
| Delfín S. C. · Ecuador            | 1.ª           | 2021          | 17    | 0     | 2                | 0                | 0                     | 0                     | 19    | 0     |
| Delfín S. C. · Ecuador            | 1.ª           | 2022          | 27    | 2     | 3                | 0                | 2                     | 0                     | 32    | 2     |
| Delfín S. C. · Ecuador            | 1.ª           | 2023          | 16    | 1     | 0                | 0                | 1                     | 0                     | 17    | 1     |
| Delfín S. C. · Ecuador            | Total club    | Total club    | 111   | 6     | 15               | 0                | 13                    | 1                     | 139   | 7     |
| Manta F. C. · Ecuador             | 2.ª           | 2024          | 12    | 0     | 1                | 0                | Inexistentes          | Inexistentes          | 13    | 0     |
| Manta F. C. · Ecuador             | Total club    | Total club    | 12    | 0     | 1                | 0                | 0                     | 0                     | 13    | 0     |
| Total carrera                     | Total carrera | Total carrera | 303   | 41    | 16               | 0                | 19                    | 3                     | 338   | 44    |
| 1. 2.                             |               |               |       |       |                  |                  |                       |                       |       |       |

## Palmarés

### Campeonatos nacionales
| Título             | Club         | País    | Año  |
| ------------------ | ------------ | ------- | ---- |
| Serie A de Ecuador | Delfín S. C. | Ecuador | 2019 |